# Sony Xperia Z3 Compact
Il Sony Xperia Z3 Compact (nome in codice "Aries") è uno smartphone prodotto da Sony ed è stato presentato nel corso delle conferenza stampa all'IFA 2014 di Berlino il 4 settembre 2014. Messo in vendita a partire dalla seconda metà di settembre 2014, è disponibile in quattro varianti di colore: bianco, nero, verde acqua e rosso.
Come il suo predecessore, l'Xperia Z3 Compact è resistente all'acqua e alla polvere ma con certificazione superiore IP65 e IP68. Il telefono presenta un nuovo display da 4,6 pollici e un nuovo processore (Qualcomm Snapdragon 801) che permette al dispositivo di registrare video in 4K.
Lo Z3 compact ha ottenuto il Red dot adward 2015.

## Design
Simile ai dispositivi della serie Xperia Z, lo Z3 Compact ha un design "Omni-Balance", secondo Sony, che si concentra sulla creazione di equilibrio e simmetria in tutte le direzioni. Invece di avere un telaio metallico, il telefono è caratterizzato da bordi curvi, rivestiti in plastica traslucida, e vetro temperato sulla parte anteriore e posteriore. Con uno spessore di 8,6 mm, il dispositivo è più spesso dell'Xperia Z3, ma grazie alla sua piccola dimensione, è più leggero di quest'ultimo, pesando 129 g.

## Caratteristiche

### Hardware
Il Sony Xperia Z3 Compact dispone di uno schermo IPS LCD TRILUMINOS™ da 4,6 pollici con una risoluzione di 720 × 1280 pixel (HD) con una densità di 319 ppi (pixel per pollice). Con la tecnologia a Live LED, unisce i fosfori rosso e verde con i LED blu per produrre luce più luminosa e uniforme, senza dover saturare troppo l'immagine, permettendo al display di riprodurre colori più vivaci e brillanti.
Viene fornito con una fotocamera da 20,7 megapixel, la stessa dello Z3, con sensore Exmor RS per dispositivi mobili e una sensibilità ISO 12800, progettato per migliorare la qualità dell'immagine in condizioni di scarsa illuminazione. La fotocamera è dotata di obiettivo G Lens di Sony (sensore prodotto da Sony stessa, modello IMX220), che pur rimanendo molto simile ai sensori già offerti con Z1 e Z2, in Z3 Compact offre un campo di visione più ampio per scattare foto ed è anche in grado di registrare video fino alla risoluzione di 4K (funzione introdotta da Sony nei suoi smartphone top di gamma a partire da Z2). Inoltre possiede una fotocamera anteriore da 2,2 megapixel.
All'interno, l'Xperia Z3 Compact dispone di un processore quad-core Snapdragon 800 leggermente modificato (noto come Snapdragon 801, modello AC) con una frequenza di clock a 2,5 GHz, una batteria da 2600 mAh, 2 GB di RAM e 16 GB di memoria (di cui circa 11 GB disponibile per l'utente), e supporta memorie in scheda micro SD fino a 128 GB.

### Software
Lo Z3 Compact esegue Android 4.4.4 KitKat (aggiornato in Italia ad aprile 2015 ad Android 5.0.2, quindi ad agosto 2015 ad Android 5.1.1 e successivamente ad Android 6.0.1 ad agosto 2016) con launcher personalizzato di Sony e alcune applicazioni aggiuntive, come ad esempio le applicazioni multimediali di Sony (Album, Walkman e Film). Le ultime due hanno cambiato nome in Musica e Video a seguito degli aggiornamenti di Sony). Il dispositivo supporta PS4 Remote Play, con il quale gli utenti possono utilizzare lo Z3 Compact come schermo remoto per giocare alla PS4 sullo smartphone tramite una connessione Wi-Fi e utilizzando un controller DualShock 4. Sony inoltre ha personalizzato anche l'interfaccia della fotocamera, aggiungendo funzionalità e applicazioni al software standard di android.